# Edward Rutledge
Edward Rutledge (Charleston, South Carolina, 23 november 1749 - aldaar, 23 januari 1800) was een Amerikaans politicus en ondertekenaar van de Amerikaanse Onafhankelijkheidsverklaring, de Declaration of Independence.
Rutledge werd in Charleston geboren als de broer van John Rutledge, een latere ondertekenaar van de Amerikaanse Grondwet. Hij studeerde aan de Universiteit van Oxford en begon na zijn terugkeer in South Carolina een advocatenkantoor met Charles Cotesworth Pinckney als zijn partner.
Samen met zijn broer vertegenwoordigde hij South Carolina bij het Continental Congress alwaar hij in 1776 de onafhankelijkheidsverklaring ondertekende. Hij diende vervolgens in de militie van zijn thuisstaat en werd na het Beleg van Charleston door de Britten gevangengenomen. In 1782 werd Rutledge gekozen in het Huis van Afgevaardigden om vervolgens in 1796 een zetel in de Senaat van South Carolina in te nemen. In 1794 werd hij door president George Washington gevraagd voor een positie aan het Hooggerechtshof maar hij sloeg het aanbod af.
In 1798 werd Rutledge gouverneur van South Carolina. Hij overleed twee jaar later.